# Kettering

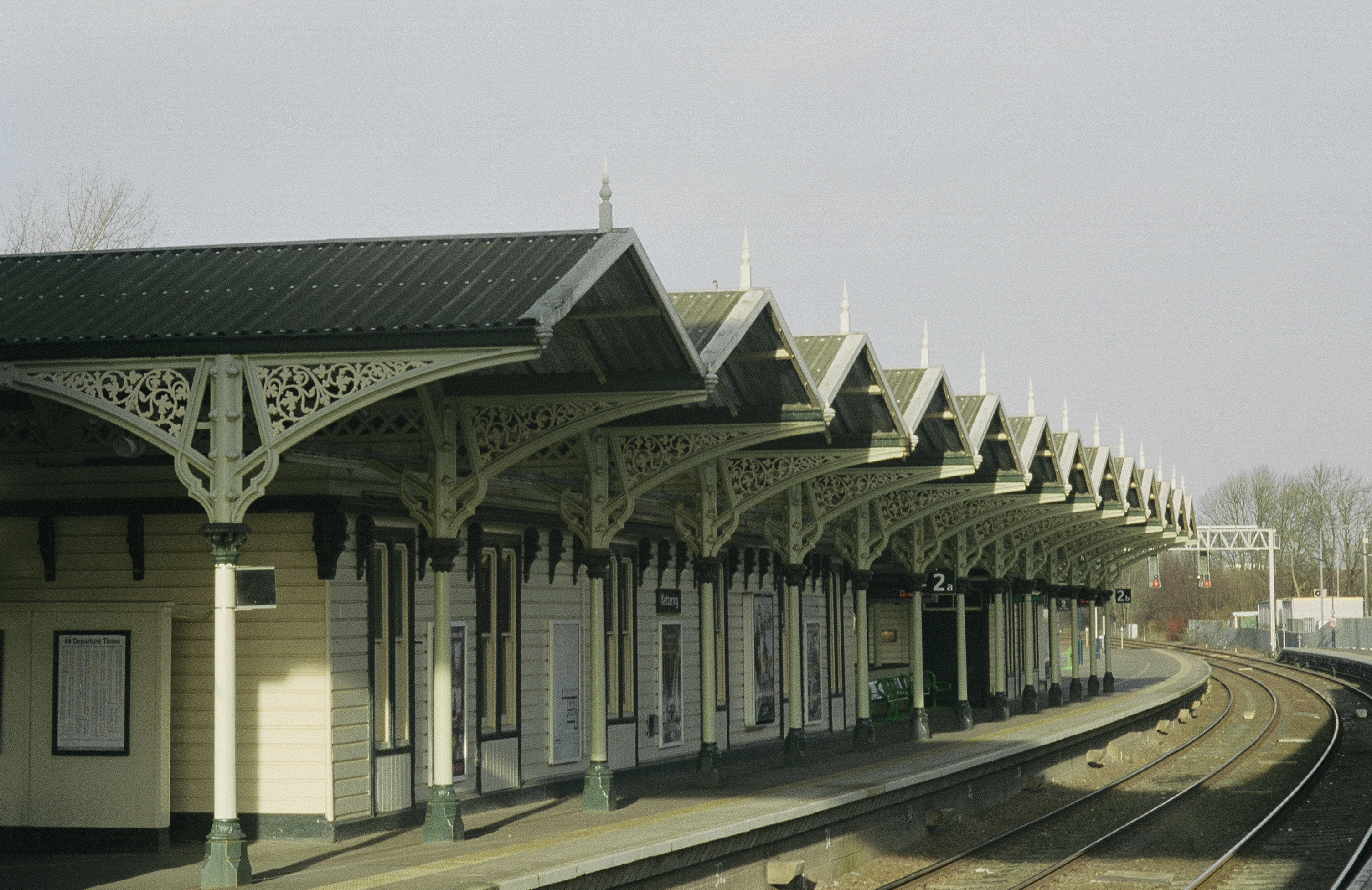
Estação de trem: plataforma 2

Kettering é uma cidade localizada ao norte do condado de Northamptonshire, na Inglaterra.
Erguida ao lado do rio Ise, teve sua economia baseada na indústria de calçados. Mais tarde, esta foi substituída pela têxtil. Mais recentemente, a tecnologia fez com que a economia da cidade se embasasse em serviços de distribuição, devido a sua posição central e suas conexões de transportes rodoviário e ferroviário.